# Ewangelizacyjny Kościół Misyjny Elohim
Ewangelizacyjny Kościół Misyjny Elohim (hiszp. Iglesia Misionera Evangelística Elohim) – chrześcijańska denominacja zielonoświątkowa działająca na całym świecie, głównie w Ameryce i krajach hiszpańskojęzycznych. Kościół został oficjalnie założony w 1963 roku na wyspie Portoryko. 
Kościół odrzuca ludzką tradycję i nauki, ale opiera naukę na Biblii, zawierającej 66 ksiąg które są natchnione przez Ducha Świętego. Kościół nie interpretuje Pisma swobodnie, ale uważa, że Biblia jest swoim własnym tłumaczem. Kościół wierzy, że jest jeden Bóg w trzech osobach: Ojca, Syna i Ducha Świętego, wieczny, niewidzialny, ale rzeczywisty, który stworzył wszystko z niczego poprzez plan. Człowiek może zostać zbawiony jedynie przez wiarę w Jezusa Chrystusa. Chrzest dorosłych odbywa się przez zanurzenie, praktykuje się także Chrzest w Duchu Świętym, ze znamieniem modlitwy w innych językach. W kościele zbierana jest dziesięcina. Są milenarystami wierzącymi, że grzeszników którzy nie pojednali się z Bogiem, po śmierci nie ominie dosłowne piekło.